# Christian Hansen (militare)
Christian Hansen (Schleswig, 10 aprile 1885 – Garmisch-Partenkirchen, 7 agosto 1972) è stato un generale tedesco durante la seconda guerra mondiale.

## Biografia

### Formazione
Christian Hansen nacque il 10 aprile 1885 a Schleswig ed era il figlio dell'ufficiale medico Dr. Peter Hansen e sua moglie Bertha Rehr. Si arruolò nell'esercito reale prussiano il 1º marzo 1903, con lo Schleswig-Holsteinisches Fußartillerie-Regiment Nr. 9, in Renania e dopo aver frequentato la scuola militare, fu promosso tenente di questo reggimento il 18 agosto 1904 e come tale fu assegnato come ufficiale di compagnia nell'ottava compagnia del suo reggimento a Ehrenbreitstein. Il 1 ottobre 1906 fu mandato alla scuola di artiglieria e ingegneria ed il 10 settembre 1908 fu trasferito come ufficiale di batteria nella 1ª batteria del Lehr-Bataillon der Fußartillerie-Schießschule di Jüterbog, per poi essere spostato alla 3° compagnia della stessa unità nel 1910. Il 1° ottobre 1910 fu inviato all'Accademia di guerra di Berlino per l'addestramento e fu promosso tenente il 18 agosto 1912. Dal 1° aprile 1914 fu assegnato allo Stato maggiore generale tedesco.

### Prima guerra mondiale
Con lo scoppio della prima guerra mondiale tornò al suo reggimento e poco dopo, il 17 agosto 1914, divenne ufficiale ausiliario del rappresentante del capo delle ferrovie campali e ufficiale di stato maggiore del la 6. Armee. Il 19 settembre 1914 fu trasferito allo stato maggiore del dipartimento dell'Armeeabteilung C e l'8 novembre 1914 fu promosso capitano, mentre il 19 dicembre 1914 fu insignito della Croce di Ferro di II Classe. Dal 25 gennaio 1915 lavorò come ufficiale ausiliario presso la 10. Armee e come ufficiale di stato maggiore nello staff della 33. Reserve-Division. Fu poi trasferito al dipartimento operativo del Gran Quartier Generale il 14 marzo 1917, dove rimase fino alla fine della guerra.

### Periodo interbellico
Entrò quindi nell'esercito imperiale provvisorio e a metà maggio 1920 entrò a far parte del Reichswehr e fu impiegato come ufficiale di ordinanza presso la Reichswehr-Brigade 9. Il 9 agosto 1920 fu trasferito a Berlino per prestare servizio presso il Ministero della Reichswehr (Reichswehrministerium). Nel 1921 fu nominato ufficiale di stato maggiore nello stato maggiore della 6. Division a Münster ed il 13 luglio 1922 fu nominato capo della 3° batteria del 2. (Preußisches) Artillerie-Regiments a Stettino. Il 1° febbraio 1925 verrà assegnato allo Stato Maggiore Generale della 1. Division a Königsberg ed il 15 ottobre fu trasferito alla stazione navale del Mar Baltico a Kiel, mentre il 1° novembre fu trasferito allo stato maggiore del Gruppenkommando 2 a Kassel. Il 1 febbraio 1926 fu promosso maggiore e nel 1928 fu trasferito di nuovo al 2. (Preußisches) Artillerie-Regiments, dove fu inizialmente assegnato allo stato maggiore del III. Dipartimento schierato a Itzehoe. Il 1° ottobre 1928 fu mandato alla scuola di fanteria di Dresda e fu assegnato alla 2° batteria del 2. (Preußisches) Artillerie-Regiments. Dal 22 al 30 ottobre 1929 frequentò un corso di scuola di combattimento ed il 1° aprile 1930 fu trasferito allo stato maggiore del Gruppenkommando 1, a Berlino. Il 1° ottobre 1930 fu trasferito al 5. (Hess.-Württ.) Artillerie-Regiment ed assegnato alla 1° batteria (Hess.) a Fulda. Il 1° dicembre 1930 fu promosso a Oberstleutnant e dal 2 al 31 ottobre 1931 frequentò un corso di tiro per ufficiali di artiglieria; dal 1° ottobre 1932 lavorò per un anno come capo corso presso la scuola di artiglieria di Jüterbog ed il 1° aprile 1933 fu promosso colonnello. Il 1° ottobre 1933 fu nominato comandante del 1. (Preußisches) Artillerie-Regiment e mantenne questo comando fino al 6 ottobre 1936. Fu promosso a Generalmajor il 1º aprile 1936 e come tale, fu nominato comandante della 25. Infanterie-Division a Ludwigsburg il 6 ottobre 1936. Come tale, fu promosso Generalleutnant il 1 marzo 1938.

### Seconda guerra mondiale
All'inizio della seconda guerra mondiale, lui e la sua divisione presero posizione a ovest, tuttavia lasciò quindi il comando il 15 ottobre 1939, quando venne nominato comandante generale dell'X. Armeekorps. Come tale prese parte alla campagna di Francia e gli furono conferite entrambe le fibbie della Croce di Ferro. Fu promosso General der Artillerie il 1° giugno 1940 e dal giugno 1941 prese parte all'operazione Barbarossa con il suo X. Armeekorps. Il 3 agosto 1941 gli fu conferita la Croce di Cavaliere della Croce di Ferro ed il 20 aprile 1943 gli fu conferita anche la Croce d'oro tedesca. Il 29 ottobre 1943 lasciò il comando del X. Armeekorps e fu nominato comandante della 16. Armee il 4 novembre 1943, ma il 3 luglio 1944 dovette lasciare il comando dell'armata a causa di una malattia e fu quindi trasferito nella riserva del comando. Andò in pensione il 31 dicembre 1944. Morì il 7 agosto 1972 a Garmisch-Partenkirchen.